# ノルウェーターラー

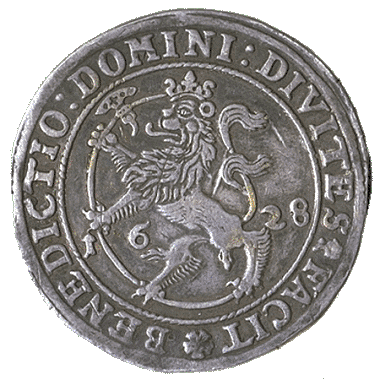
1 speciedaler, fra 1628.

ノルウェーターラー（speciedaler）とは1560年～1875年にかけてノルウェーの通貨になっていたターラーと呼ばれる銀貨の一種である。重さ30グラム純度87.5%の銀で出来ている。
1875年にノルウェーがスカンディナヴィア通貨同盟に加わったときに廃止され、1クローネ硬貨と取り替えられた。